# 無条件幸福論
「無条件幸福論」（むじょうけんこうふくろん）は日本のヴィジュアル系バンドSuGの楽曲。同バンド初のDVDシングルとして2010年11月17日に発売された。

## 解説
キャッチコピーは「きっと ふたりが 幸せ」。
初回生産特典としてSuGオリジナル2011年ハート型カレンダー封入。GOLD Versionには1月～6月のうち1種、SILVER Versionには7月～12月のうち1種が封入。
ミュージック・ビデオにはモデルのAMOが出演。

## 収録曲

### GOLD Version
1. 無条件幸福論
2. 普段あまり見せない!?SuGのマジメなレコーディング・シーン、ジャケット・VIDEO CLIP撮影／編集現場に密着した映像

### SILVER Version
1. 無条件幸福論
2. SuGの楽しいおふざけ満載の特典映像。